# Naaman

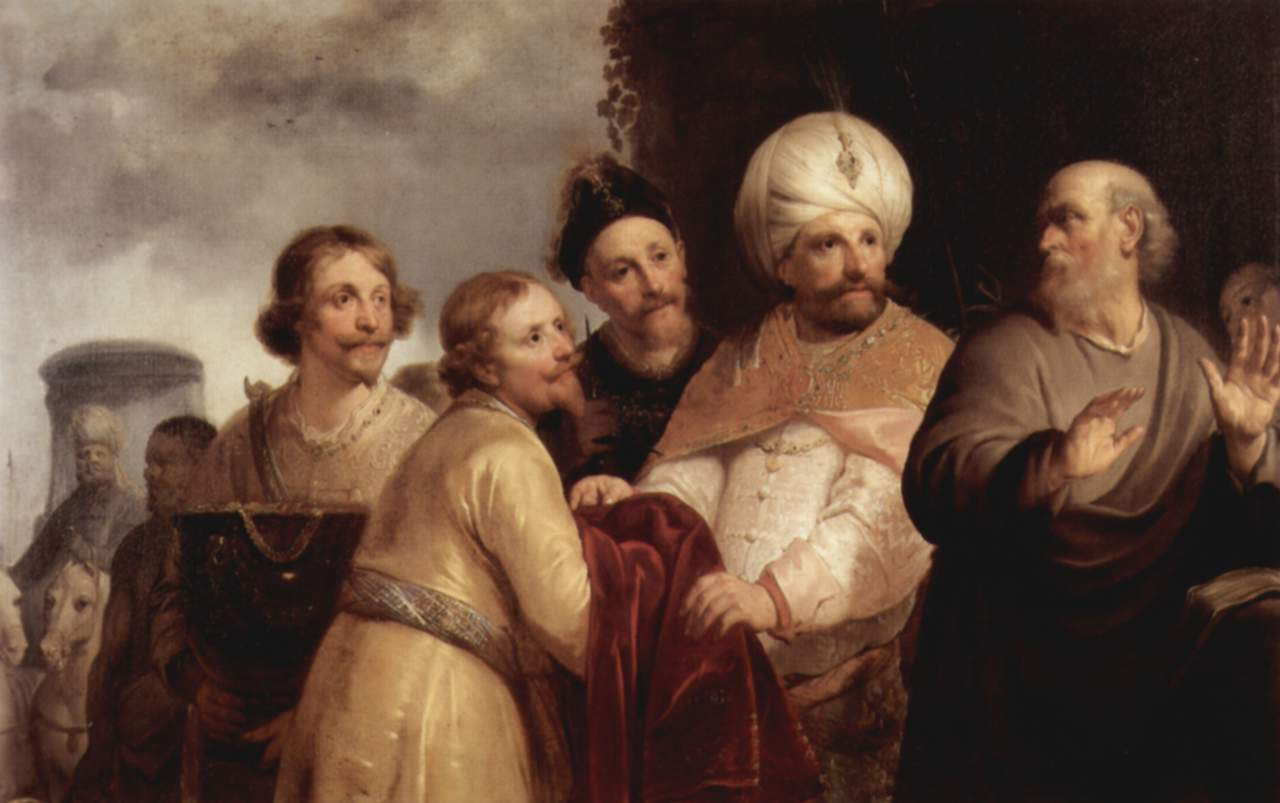
Elisa vägrar ta emot Naamans gåvor. Målning av Pieter de Grebber.

Naaman (hebreiska: נַעֲמָן "angenämhet") var befälhavare över den arameiske kungen Bar Hadad II:s arméer,  troligen vid samma tid som den israleliske kungen Joram regerade. Han omnämns i Andra Kungaboken 5 i Gamla Testamentet. Enligt berättelsen var han sjuk i spetälska. När den hebreiska slavflickan som väntade på hans hustru berättade för henne om en profet i Samaria som kunde bota hennes befälhavare fick han ett brev från Bar Hadad och skickade vidare det till Joram. Kungen av Israel misstänkte att det förelåg en ond plan mot honom och rev sönder sina kläder. Profeten Elisa hörde om detta och sände bud efter Naaman. Han botades från spetälska genom att doppa sig sju gånger i Jordanfloden, enligt Elisas ord: "Far ner till Jordan och bada sju gånger i floden, så skall din hud läkas och du bli renad" (2 Kung. 5:10). Efter detta började Naaman tro på Gud.
Naaman nämns också i Lukasevangeliet 4:27 som " syriern Naaman".